# Pereira Caldas
José Garcês Pereira Caldas (Marvila (Santarém), 26 de Novembro de 1895 — Lisboa, 3 de Julho de 1958), mais conhecido por Pereira Caldas, foi um engenheiro-agrónomo e político ligado ao regime do Estado Novo. Licenciado pelo Instituto Superior de Agronomia (1921) foi professor da Escola de Regentes Agrícolas de Santarém. Ingressou na vida política como governador civil do Distrito de Santarém (1931-1935), passando depois a delegado do Governo na Federação dos Vinicultores do Centro e Sul de Portugal (1935-1937). Foi então nomeado vogal (1937-1941) e depois presidente (1941-1948) da Junta de Colonização Interna. Em 1948 foi nomeado Subsecretário de Estado da Agricultura. 

## Biografia
Nasceu na freguesia de Marvila da cidade de Santarém, onde frequentou o ensino secundário no Liceu de Sá da Bandeira, concluindo o ensino secundário no Liceu de Passos Manuel, em Lisboa.
Concluído o ensino secundário inscreveu-se no curso de engenharia agronómica do Instituto Superior de Agronomia, em Lisboa, mas ainda antes de acabar o curso assentou praça no Exército Português, sendo posteriormente integrado no Corpo Expedicionário Português que foi enviado para França no contexto da Primeira Guerra Mundial. Partiu para a frente ocidental em Junho de 1917, com o posto de alferes miliciano de artilharia. Em Fevereiro de 1918 foi promovido a tenente, sendo em Agosto daquele ano enviado para Lisboa e colocado no Regimento de Artilharia de Costa e pouco depois no Arsenal do Exército. Em finais de 1920 foi desmobilizado, reiniciando os seus estudos de agronomia. Pela sua participação na guerra, teve direito a usar a Medalha da Vitória.
Concluiu o curso de engenheiro agrónomo em 1921, ingressando nesse mesmo ano no quadro de engenheiros-agrónomos do Ministério da Agricultura, trabalhando no sector vito-vinícola. Entre 1927 e 1931 foi professor da Escola de Regentes Agrícolas de Santarém.
Em 1931 inicia o exercício de funções políticas, sendo nomeado governador civil do Distrito de Santarém, cargo que exerceu até 1935. Simultaneamente, a partir de 1933 passou as exercer as funções de Delegado do Governo junto da Federação dos Vinicultores do Centro e Sul de Portugal, cargo que manteve até 1937, altura em que aquela organização corporativa foi extinta com a criação da Junta Nacional do Vinho. Passou então a exercer as funções de vogal da Junta de Colonização Interna, organismo a que passou a presidir em Abril de 1941. Manteve essas funções até 16 de Outubro de 1948, data em que foi nomeado Subsecretário de Estado da Agricultura, integrado no Ministério da Economia, departamento que então incluía as políticas agrárias.
Durante o seu mandato na Subsecretaria de Estado da Agricultura procedeu reorganização do plano industrial de produção de azeite e promoveu a protecção da cooperativas leiteiras. Cessou funções a 2 de Agosto de 1950, sendo substituído no cargo por Domingos Rosado Victória Pires, o seu chefe de gabinete, que tomou posse a 5 de Agosto daquele ano.
No âmbito das suas funções como docente e como dirigente da Junta de Colonização interna participou em missões de estudo à Itália, Espanha e Suíça e realizou várias conferências e deixou obra publicada dispersa por diversos periódicos.

## Obras publicadas
- Aspectos do problema agrário. Lisboa : Ministério da Economia, Junta de Colonização Interna, 1945.
- "O povoamento do sul" in Problemas de colonização : a zona pliocénica ao Sul do Tejo, pp. 10-17. Lisboa : Junta de Colonização Interna, 1943.